# Własność (Kłoczew)
Własność – część wsi Kłoczew (do 31 grudnia 2002 wieś) w Polsce, położona w województwie lubelskim, w powiecie ryckim, w gminie Kłoczew.